# Ethan Moreau
Pour les articles homonymes, voir Moreau.
Ethan Byron Moreau (né le 22 septembre 1975 à Huntsville, dans la province de l'Ontario au Canada) est un joueur professionnel de hockey sur glace évoluant à la position d'ailier gauche.

## Biographie

### Carrière de joueur
Réclamé au premier tour par les Blackhawks de Chicago lors du repêchage d'entrée de 1994 de la Ligue nationale de hockey alors qu'il évolue pour le Thunder de Niagara Falls de la Ligue de hockey de l'Ontario, Moreau retourne avec ces derniers pour une dernière saison junior, partageant celle-ci entre le Thunder et les Wolves de Sudbury.
Devenant joueur professionnel en 1995, il débute dans la LNH avec les Blackhawks, prenant part à huit rencontres, avant d'être cédé au club affilié aux Hawks dans la Ligue internationale de hockey, le Ice d'Indianapolis. Au terme de cette saison, il décroche un poste permanent en LNH.
Après avoir commencé la saison 1998-1999 avec Chicago, ceux-ci l'envoient aux Oilers d'Edmonton dans une transaction impliquant sept joueurs. Dès lors, il voit sa production augmenter, inscrivant 17 buts à sa première saison complète avec les Oilers et battant cette marque en 2003-2004 en inscrivant 20 buts pour 32 points, ce qui constitue pour lui un record personnel en LNH.
Alors que la ligue nationale connait un lock-out qui paralyse ses activités lors de la saison 2004-2005, Moreau se joint aux EC VSV de la ÖEL en Autriche. De retour avec les Oilers l'année suivante où il agit désormais à titre d'assistant-capitaine, Moreau démontre son assiduité au travail et ses talents de meneur en aidant les Oilers, alors considérés comme négligés dans la course au championnat, à atteindre la finale de la Coupe Stanley. Edmonton s'incline finalement au bout de sept rencontres face aux Hurricanes de la Caroline.
Les Oilers lui offrent un contrat de quatre saisons le 6 octobre 2006 mais une blessure à une épaule lui fait rater la majorité de la saison suivante et alors qu'il participe au match préparatoire en vue de la saison 2007-2008, il se fracture un pied et encore une fois, Moreau se voit obligé de rater plusieurs rencontres.
Malgré son inactivité, les Oilers font de lui leur nouveau capitaine au cours de cette saison et Moreau revient à temps pour prendre part à vingt-cinq parties de l'équipe. Son implication auprès de sa communauté depuis quelques années est récompensée au terme de la saison 2008-2009 alors qu'il devient le deuxième membre de l'histoire de la franchise, après Kevin Lowe en 1990, à remporter le trophée King-Clancy.
Le 30 juin 2010, il est réclamé au ballotage par les Blue Jackets de Columbus.

### Après-carrière
Au lendemain de la victoire des Kings en finale de la Coupe Stanley, il devient dépisteur pour les Canadiens de Montréal.

## Statistiques
| Saison     | Équipe                   | Ligue      |     | Saison régulière | Saison régulière | Saison régulière | Saison régulière | Saison régulière |   | Séries éliminatoires | Séries éliminatoires | Séries éliminatoires | Séries éliminatoires | Séries éliminatoires |
| Saison     | Équipe                   | Ligue      | PJ  | B                | A                | Pts              | Pun              | PJ               | B | A                    | Pts                  | Pun                  |                      |                      |
| 1991-1992  | Thunder de Niagara Falls | LHO        | 62  | 20               | 35               | 55               | 39               | 17               | 4 | 6                    | 10                   | 4                    |                      |                      |
| 1992-1993  | Thunder de Niagara Falls | LHO        | 65  | 32               | 41               | 73               | 69               | 4                | 0 | 3                    | 3                    | 4                    |                      |                      |
| 1993-1994  | Thunder de Niagara Falls | LHO        | 59  | 44               | 54               | 98               | 100              | -                | - | -                    | -                    | -                    |                      |                      |
| 1994-1995  | Thunder de Niagara Falls | LHO        | 39  | 25               | 41               | 66               | 69               | -                | - | -                    | -                    | -                    |                      |                      |
| 1994-1995  | Wolves de Sudbury        | LHO        | 23  | 13               | 17               | 30               | 22               | 18               | 6 | 12                   | 18                   | 26                   |                      |                      |
| 1995-1996  | Blackhawks de Chicago    | LNH        | 8   | 0                | 1                | 1                | 4                | -                | - | -                    | -                    | -                    |                      |                      |
| 1995-1996  | Ice d'Indianapolis       | LIH        | 71  | 21               | 20               | 41               | 126              | 5                | 4 | 0                    | 4                    | 8                    |                      |                      |
| 1996-1997  | Blackhawks de Chicago    | LNH        | 82  | 15               | 16               | 31               | 123              | 6                | 1 | 0                    | 1                    | 9                    |                      |                      |
| 1997-1998  | Blackhawks de Chicago    | LNH        | 54  | 9                | 9                | 18               | 73               | -                | - | -                    | -                    | -                    |                      |                      |
| 1998-1999  | Blackhawks de Chicago    | LNH        | 66  | 9                | 6                | 15               | 84               | -                | - | -                    | -                    | -                    |                      |                      |
| 1998-1999  | Oilers d'Edmonton        | LNH        | 14  | 1                | 5                | 6                | 8                | 4                | 0 | 3                    | 3                    | 6                    |                      |                      |
| 1999-2000  | Oilers d'Edmonton        | LNH        | 73  | 17               | 10               | 27               | 62               | 5                | 0 | 1                    | 1                    | 0                    |                      |                      |
| 2000-2001  | Oilers d'Edmonton        | LNH        | 68  | 9                | 10               | 19               | 90               | 4                | 0 | 0                    | 0                    | 2                    |                      |                      |
| 2001-2002  | Oilers d'Edmonton        | LNH        | 80  | 11               | 5                | 16               | 81               | -                | - | -                    | -                    | -                    |                      |                      |
| 2002-2003  | Oilers d'Edmonton        | LNH        | 78  | 14               | 17               | 31               | 112              | 6                | 0 | 1                    | 1                    | 16                   |                      |                      |
| 2003-2004  | Oilers d'Edmonton        | LNH        | 81  | 20               | 12               | 32               | 96               | -                | - | -                    | -                    | -                    |                      |                      |
| 2004-2005  | EC Villacher SV          | EBEL       | 16  | 10               | 6                | 16               | 73               | 3                | 4 | 0                    | 4                    | 0                    |                      |                      |
| 2005-2006  | Oilers d'Edmonton        | LNH        | 74  | 11               | 16               | 27               | 87               | 21               | 2 | 1                    | 3                    | 19                   |                      |                      |
| 2006-2007  | Oilers d'Edmonton        | LNH        | 7   | 1                | 0                | 1                | 12               | -                | - | -                    | -                    | -                    |                      |                      |
| 2007-2008  | Oilers d'Edmonton        | LNH        | 25  | 5                | 4                | 9                | 39               | -                | - | -                    | -                    | -                    |                      |                      |
| 2008-2009  | Oilers d'Edmonton        | LNH        | 77  | 14               | 12               | 26               | 133              | -                | - | -                    | -                    | -                    |                      |                      |
| 2009-2010  | Oilers d'Edmonton        | LNH        | 76  | 9                | 9                | 18               | 62               | -                | - | -                    | -                    | -                    |                      |                      |
| 2010-2011  | Blue Jackets de Columbus | LNH        | 37  | 1                | 5                | 6                | 24               | -                | - | -                    | -                    | -                    |                      |                      |
| 2011-2012  | Kings de Los Angeles     | LNH        | 28  | 1                | 3                | 4                | 20               | -                | - | -                    | -                    | -                    |                      |                      |
| Totaux LNH | Totaux LNH               | Totaux LNH | 928 | 147              | 140              | 287              | 1 110            | 46               | 3 | 6                    | 9                    | 52                   |                      |                      |

## Honneurs et trophées
- Ligue de hockey de l'Ontario :
  - Nommé dans l'équipe d'étoiles des recrues en 1992 ;
  - Vainqueur du trophée Bobby-Smith
- Ligue nationale de hockey :
  - Récipiendaire du trophée King-Clancy remis pour l'implication dans la communauté.

## Transactions
- Repêchage 1994 : repêché par les Blackhawks de Chicago (1er choix de l'équipe, 14e au total).
- 20 mars 1999 : échangé par les Blackhawks avec Daniel Cleary, Chad Kilger et Christian Laflamme aux Oilers d'Edmonton en retour de Boris Mironov, Dean McAmmond et Jonas Elofsson.
- 20 décembre 2004 : signe à titre d'agent libre avec le EC Villacher SV de la EBEL en Autriche.
- 30 juin 2010 : réclamé au ballotage par les Blue Jackets de Columbus.